# Kim Jin-kyu (acteur)
Pour les articles homonymes, voir Kim Jin-kyu.
Kim Jin-kyu (1922—1998), aussi romanisé Gim Jin-gyu (coréen : 金振奎 (hancha) ou 김진규 (graphie vulgarisée), est un acteur coréen, considéré dans son pays comme une star du cinéma national.

## Filmographie
Il a tourné dans plusieurs centaines de films, dont notamment :
- 1960 : La Servante (film, 1960)
- 1961 : Une balle perdue
- 1961 : Le Locataire et ma mère
- 1964 : Samnyong le muet (prix du meilleur acteur à l'Asian Film Festival[réf. nécessaire])
- 1967 : Eonu yeobaweooui gobaek